# Harper (film)
Harper is een Amerikaanse mysteryfilm uit 1966 onder regie van Jack Smight. De film werd geschreven door William Goldman en gebaseerd op de detectiveroman The Moving Target (1949) van auteur Ross Macdonald. Het hoofdpersonage, privédetective Lew Harper, wordt vertolkt door Paul Newman. 
In 1975 kroop Newman voor de film The Drowning Pool opnieuw in de huid van Harper.

## Verhaal
Privédetective Lew Harper wordt op een dag door Mrs. Sampson ingehuurd om haar verdwenen echtgenoot, de multimiljonair Ralph Sampson, op te sporen. Ze vermoedt dat haar man haar bedriegt met een andere vrouw en vreest vooral dat hij zijn fortuin aan het verkwanselen is. Harper ondervraagt de entourage van Sampson en zet nadien zijn zoektocht verder in de onderwereld van Californië. Via de aan lager wal geraakte filmster Fay Estabrook, een kennis van de vermiste Sampson, komt hij al snel uit bij een mysterieus misdaadnetwerk bestaande uit Estabrooks gewapende echtgenoot Dwight Troy, de drugsverslaafde pianiste Betty en de religieuze fanaticus Claude. Terwijl de politie hem nauwlettend in de gaten houdt, zet Harper zijn leven op het spel om te achterhalen hoe het misdaadnetwerk kan gelinkt worden aan de verdwijning van Sampson.

## Rolverdeling
| Acteur          | Personage       |
| --------------- | --------------- |
| Paul Newman     | Lew Harper      |
| Lauren Bacall   | Mrs. Sampson    |
| Julie Harris    | Betty Fraley    |
| Janet Leigh     | Susan Harper    |
| Robert Wagner   | Allan Taggert   |
| Arthur Hill     | Albert Graves   |
| Pamela Tiffin   | Miranda Sampson |
| Robert Webber   | Dwight Troy     |
| Shelley Winters | Fay Estabrook   |
| Strother Martin | Claude          |
| Harold Gould    | Sheriff Spanner |
| Roy Jenson      | Puddler         |

## Productie

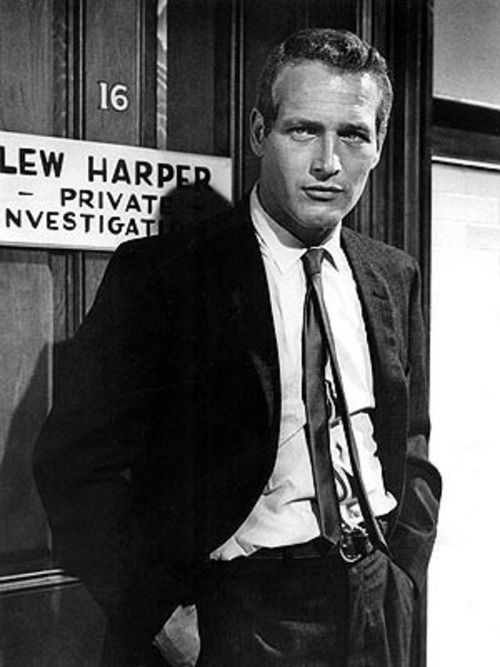
Paul Newman als privédetective Lew Harper.

William Goldman bracht in 1964 de roman Boys and Girls Together uit. De rechten op het boek werden gekocht door producent Elliott Kastner, waarna de twee besloten om samen een 'een film met ballen' te maken. Goldman, die een bewonderaar was van het werk van auteur Ross Macdonald, stelde diens boekenreeks over privédetective Lew Archer voor als bronmateriaal. Op aanraden van Goldman, die bereid was zelf het script te schrijven, kocht Kastner vervolgens via agent Jerry Bick de rechten op Macdonalds eerste Archer-roman The Moving Target (1949). Macdonald ontving zelf 12.500 dollar voor de deal.
Het filmproject werd opgepikt door Warner Brothers, de studio die in het verleden onder meer de detectiveromans van Raymond Chandler had verfilmd, de auteur met wie Macdonald regelmatig vergeleken werd en wiens werk nadien nog meermaals zou verfilmd worden door Kastner en Bick. De studio hoopte een filmreeks te maken over privédetective Lew Archer en probeerde daarom de exclusieve rechten op het personage te bemachtigen. Macdonald vroeg 50.000 dollar, maar de studio weigerde zo'n groot bedrag te betalen en besloot uiteindelijk om de rechtenkwestie bij eventuele sequels te omzeilen door de naam van het personage te veranderen in het gelijkaardig klinkende Lew Harper. Paul Newmans echtgenote Joanne Woodward lanceerde later in The Tonight Show het promopraatje dat de titel veranderd werd omdat Newman eerder al twee succesvolle films (The Hustler, Hud) had gemaakt die met de letter H begonnen.
Kastner probeerde eerst Frank Sinatra te overhalen om het hoofdpersonage te spelen. Toen de acteur niet op het aanbod inging, werd Paul Newman benaderd. Kastner vloog naar Parijs, waar de acteur op dat ogenblik aan de opnames van de komedie Lady L (1965) verbonden was. Volgens Goldman aanvaardde Newman de rol omdat hij voor zijn volgende project een meer hedendaagse film wilde die zo min mogelijk op Lady L leek. Newman baseerde zijn vertolking op onder meer Humphrey Bogart en Robert F. Kennedy.
Lauren Bacall, die bekend werd door onder meer haar hoofdrol in de Chandler-verfilming The Big Sleep (1946), werd gecast als Mrs. Sampson, een personage dat grotendeels gebaseerd werd op het personage Generaal Sternwood uit diezelfde film. Janet Leigh werd gecast als Harpers echtgenote Susane, een personage dat door Goldman bedacht werd. Strother Martin, die nadien ook in de Newman-films Cool Hand Luke (1967) en Butch Cassidy and the Sundance Kid (1969) zou verschijnen, kreeg de rol van religieuze fanaticus Claude.
De opnames gingen begin juni 1965 van start en eindigden eind augustus 1965. Er werd gefilmd in en rond Los Angeles (Beverly Hills, Malibu, Huntington Beach, San Pedro) en in de studio's van Warner Brothers in Burbank. Speciaal voor de film werd in de Santa Monica Mountains de Moon Fire Temple (in de film: Temple in the Clouds) gebouwd. De tempel groeide in daaropvolgende jaren uit tot een trekpleister voor hippies en kunstenaars en diende onder meer als locatie voor optredens van Jimi Hendrix, Janis Joplin en The Doors. Voor de woning van Mrs. Sampson werd het befaamde Beverly House gebruikt. De gewezen woning van krantenmagnaat William Randolph Hearst  zou later ook gebruikt worden in films als The Godfather (1972) en The Bodyguard (1992).
Oorspronkelijk werd André Previn in dienst genomen om de filmmuziek te componeren, maar hij werd uiteindelijk vervangen door Johnny Mandel. De film bevat wel nog het nummer "Livin' Alone", dat door Previn en zijn echtgenote Dory geschreven en opgenomen werd.
Harper ging op 23 februari 1966 in Los Angeles in première. De film werd niet zoals gepland het begin van een filmreeks over het personage. Pas in 1975 volgde er met The Drowning Pool een sequel.